# Doro (hijo de Apolo)
En la mitología griega, Doro (Δῶρος), hijo de Apolo y Ptía, junto con sus hermanos Polipetes y Laódoco, acogió como huésped a Etolo, que huía de Foronea tras matar accidentalmente a Apis, hijo de Foroneo. 
Etolo los mató también a ellos y conquistó su reino, que se llamaría en adelante «Etolia» en honor a él.